# Operació Hèrcules
L'Operació Herkules (alemany: Unternehmen Herkules; italià: Operazione C3) va ser el nom en clau alemany donat a un pla fallit per a la invasió de Malta durant la Segona Guerra Mundial. Mitjançant els desembarcaments aeri i marítims, els italians i els alemanys esperaven eliminar Malta com a base aèria i naval britànica i assegurar un flux ininterromput de subministraments a través del mar Mediterrani a les forces de l'Eix a Líbia i Egipte.
Es van fer amplis preparatius per a la invasió, però l'èxit d'altres operacions de l'Eix, inclosa la batalla de Gazala (26 de maig al 21 de juny de 1942), la presa de Tobruk per l'Eix el 21 de juny i l'operació Aïda, la persecució dels aliats a Egipte, va portar Herkules va ser ajornat i després cancel·lat el novembre de 1942.

## Orígens
El pla de l'Eix per envair Malta va tenir el seu origen en els estudis militars italians realitzats durant la Segona Guerra Italoetíop a mitjans dels anys trenta. El 1938, el Comando Supremo, l'estat major de l'exèrcit italià, havia estimat la quantitat de transport marítim que necessitaria per traslladar les forces militars al nord d'Àfrica, i va identificar la presa de Malta com un requisit previ. Es va elaborar un pla d'esquema per a un assalt marítim i es va revisar periòdicament; la Regia Marina inicialment hi va mostrar poc interès. El concepte d'invasió es va aprovar en una reunió entre Adolf Hitler i Benito Mussolini del 29 al 30 d'abril de 1942.

## Plans i preparatius de l'Eix

### Forces aerotransportades

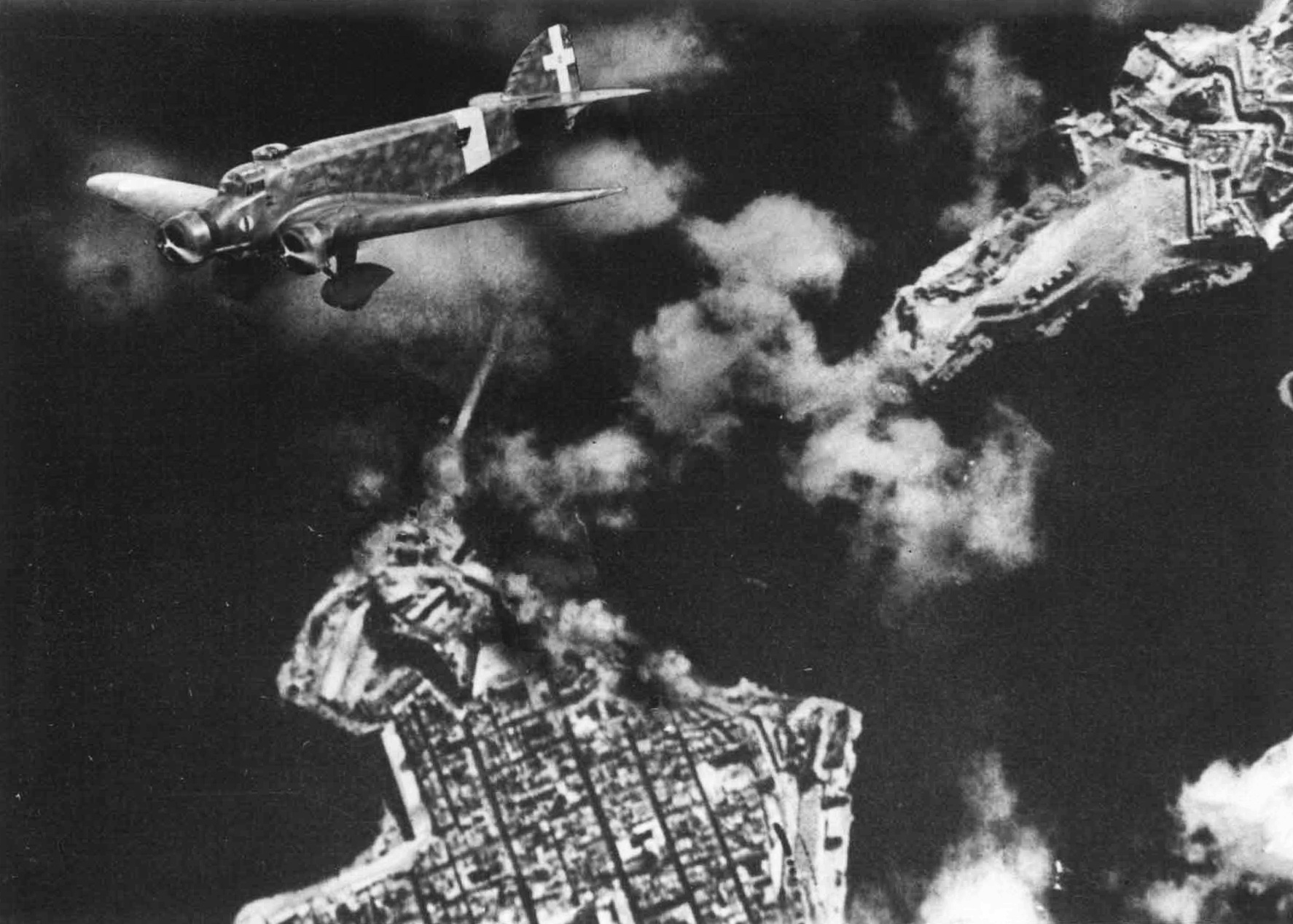
Bombardeig italià al Gran Port de Malta

El comandament del component aerotransportat d'Herkules va ser donat al generalmajor Kurt Student i al Fliegerkorps XI. Student havia comandat l'assalt aerotransportat alemany a la batalla de Creta el maig de 1941. Aquesta vegada, Student va tenir mesos per preparar-se i aprendre dels errors comesos a Creta. El coneixement de les posicions defensives britàniques a Malta era ampli, gràcies a la cartografia aèria meticulosa dels italians. Cada fortificació, emplaçament d'artilleria i bateria antiaèria van ser examinats acuradament. Student va afirmar més tard que "fins i tot sabíem el calibre dels canons costaners i quants graus es podrien girar cap a l'interior". Es van assignar deu Gruppen de transports Junkers Ju 52, amb 500 aeronaus, per als aterratges aeris, juntament amb 300 planadors DFS 230 (que transportaven deu homes cadascun) i 200 planadors Go 242 més grans (cadascun transportava vint-i-tres homes o un vehicle lleuger/canó ). També es van incloure dues dotzenes de planadors Messerschmitt Me 321 Gigant capaços de transportar fins a 200 paracaigudistes totalment equipats o un tanc de 25 tones llargues (25 t). Aquests havien de ser remolcats per noves versions de cinc motors He 111Z ( Zwilling ) del bombarder mitjà He 111.

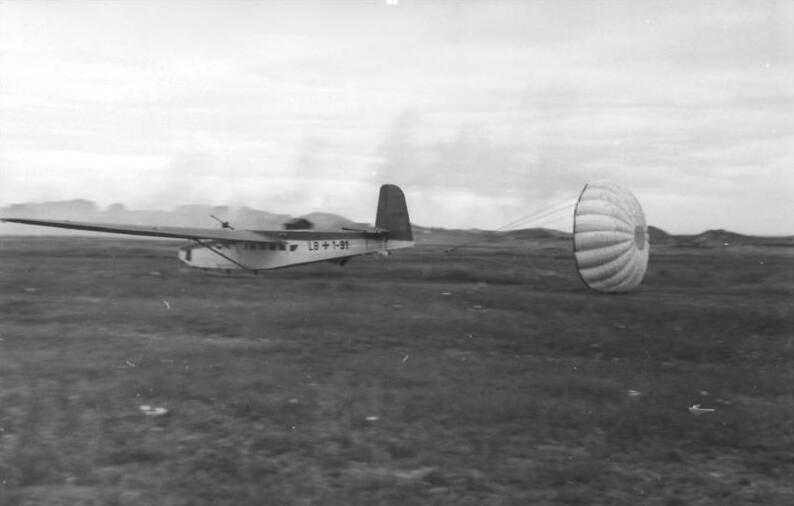
Els planadors d'assalt alemanys DFS 230 destinats a Herkules estaven equipats amb paracaigudes de frenada (o "grua"). Aquests van escurçar el recorregut d'aterratge de l'avió i van permetre una col·locació més precisa prop d'un objectiu.

La Regia Aeronautica aportaria entre 180 i 220 avions de transport, la majoria SM.75 de tres motors (que transporten de 24 a 28 homes cadascun), SM.81 (de 12 a 14 homes cadascun) i SM.82 (de 30 a 34 homes cadascun). Donada la distància de 90 milles (140 km) entre els aeròdroms de l'Eix a Sicília i les zones de salt sobre Malta, era possible que l'avió de transport fes quatre viatges d'anada i tornada per dia. L'avió havia de deixar caure una divisió aerotransportada italiana i una d'alemanya al costat sud de l'illa. Els paracaigudistes havien d'assegurar el terreny alt darrere de les platges d'invasió i apoderar-se d'un camp d'aviació proper perquè els avions de transport de l'Eix aterrissin una altra divisió i subministraments. Les unitats aerotransportades per a la invasió comprenien la Fliegerdivision 7 alemanya (11.000 homes), la 185a Divisió d'Infanteria italiana "Folgore" (7.500 homes) i la 80a Divisió d'Infanteria "La Spezia" (10.500 homes), uns 29.000 soldats aerotransportats. Els preparatius per a l'assalt aerotransportat van incloure la construcció de tres franges de planadors a 40 km al sud de l'Etna a Sicília.

### Forces amfíbies
La força d'assalt marítim estava formada per 70.000 soldats italians que havien de fer desembarcaments amfibis en dos punts del costat sud-est de l'illa, a la badia de Marsaxlokk, l'esforç principal recaient en un lloc anomenat "platja de Famagosta" i un desembarcament secundari més petit a "Platja de Làrnaca". També s'havien d'apoderar de les illes menors de Gozo i Comino. Les fintes amfíbies es dirigirien a la badia de Sant Pau, a la badia de Mellieħa i al nord-oest de La Valletta, prop de les antigues línies Victoria, per allunyar l'atenció britànica dels llocs d'aterratge reals. El comboi d'assalt principal estava programat per començar a aterrar a Malta poc abans de la mitjanit del primer dia, després que les forces aerotransportades haguessin aterrat a la tarda i assegurades les altures sobre les platges. El gruix de les tropes d'assalt de la primera onada vindria de la 20a Divisió d'Infanteria "Friuli" (10.000 homes) i la 4a Divisió d'Infanteria "Livorno" (9.850 homes) del XXX Cos italià. També es van incloure 1.200 homes del 1r Batalló d'Assalt i el Batalló de Loreto (tots dos extrets de la Regia Aeronautica ), dos batallons de Marines de San Marco (2.000 homes), tres batallons de Camises Negres (1.900 homes, a les ordres del general Santi Quasimodo) i 300 Nuotori (una unitat de comando de Marines de San Marco especialment entrenats en natació oceànica i assalt a la platja).

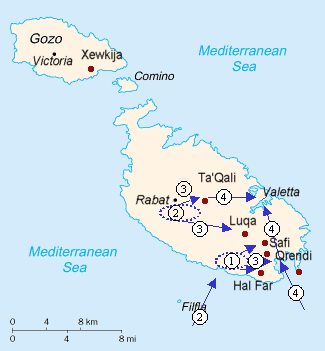
Operació Herkules Pla
1 – Primers desembarcaments aerotransportats
2 – Segon aterratge aerotransportat i desembarcaments marítims
3 – Trencament
4 – Captura de Valletta i desembarcament de tropes addicionals

Un comboi de seguiment estaria format principalment per tropes del XVI Cos italià: la 26a Divisió d'Infanteria "Assietta" (9.000 homes), la 54a Divisió d'Infanteria "Napoli" (8.900 homes), unitats d'artilleria (3.200 homes) i la resta del 10è Regiment Blindat (3.800 homes). La 1a Divisió d'Infanteria "Superga" (9.200 homes) més un batalló de Camises Negres i 1.000 Marines de San Marco estarien en condicions d'aterrar a l'illa menor de Gozo a primera hora del segon dia.
El suport blindat per a la invasió comprenia seixanta-quatre Semovente 47/32 italianes i vuit canons autopropulsats Semovente 75/18 més pesats, a més de trenta tanquetes L3 (comparable en grandària i armament al Bren Gun Carrier britànic). Els blindats addicionals destinats a Herkules incloïa 2.Kompanie/Panzerabteilung zbV66 ( zur besonderen Verwendung [per a ús especial]), una unitat alemanya comandada per Hans Bethke i equipada parcialment amb tancs russos capturats. Estaven disponibles deu tancs pesats KV-1 [46 tones llargues (47 t)] i KV-2 [53 tones llargues (54 t)] variats. Es van modificar almenys deu motozatteres italianes amb terres reforçats i rampes internes per transportar aquests vehicles. Altres tancs de la unitat incloïen tancs mitjans russos T-34 capturats , tancs lleugers alemanys blindats (cinc VK 1601 i cinc VK 1801) més dotze Panzer IV G alemanys armats amb canons de 75 mm. També es van oferir vint tancs alemanys Panzer III per al seu ús en la invasió, però no se sap de quina unitat havien de ser extrets. Els plans per utilitzar els tancs russos capturats van ser abandonats en algun moment i tots els blindatges transportats a Malta havien de ser només italians. Es van permetre dos dies per a l'assalt amfibi i desembarcament del comboi de seguiment, encara que això depenia d'assegurar ràpidament la badia de Marsaxlokk per aterrar peces d'artilleria més pesades i un tonatge molt més gran de subministraments.

### Embarcacions de desembarcament

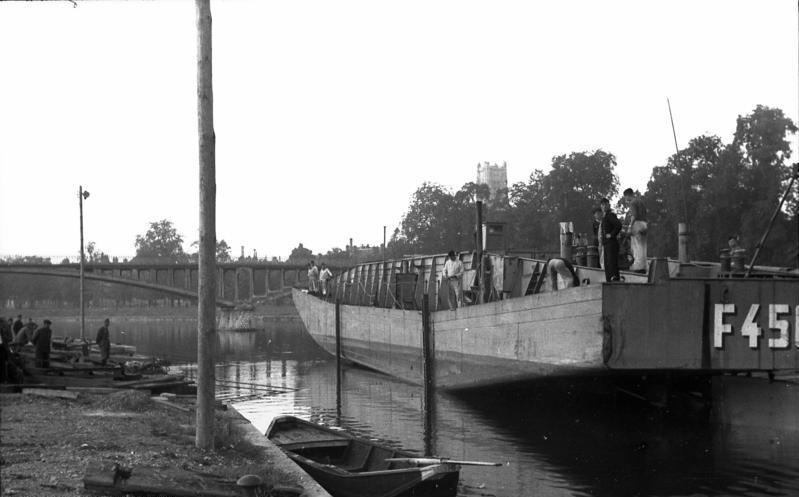
Els MFP alemanys com aquest van ser traslladats al Mediterrani per complementar les naus de desembarcament de construcció italiana destinades a la invasió de Malta

A falta de suficients vaixells de desembarcament per a un assalt amfibi, la Regia Marina va aconseguir els planols de la Kriegsmarine alemanya per construir còpies del Marinefährprahm Type A (MFP) a les drassanes italianes. Aquests vaixells de poc calat de 220 tones llargues (220 t) eren capaços de transportar fins a 200 infants equipats, 2-3 tancs mitjans o un pes equivalent de càrrega i podien descarregar-se a una platja oberta mitjançant una rampa de proa desplegable. Seixanta-cinc d'aquests motozattere (MZ) es van completar el juliol de 1942 i una cinquantena estaven disponibles per a la invasió. Vint MFP alemanys van ser transferits al Mediterrani a través del riu Roine per compensar l'esperat dèficit de vaixells de desembarcament de construcció italiana.
Les naus de desembarcament operades per alemanys van ser enviades a Itàlia via ferrocarril per a la invasió, incloent dotze ferris Siebel (basses de catamarà propulsades per motors d'automòbil que accionen cargols d'aigua i armades amb canons antiaeris de 88 mm i 20 mm), sis Pionierlandungsboote tipus 39 (que transportaven 20 tones llargues). (20 t) de càrrega, dos vehicles lleugers o 45 d'infanteria, descarregats mitjançant clamshell portes a proa), sis Pionierlandungsboote tipus 40 (una versió més gran del tipus 39, que transporta 40 tones llargues (41 t) de càrrega, tres o quatre vehicles lleugers o 80–90 d'infanteria totalment equipada), una companyia de vuitanta-un Sturmboote (embarcacions de tempesta tipus 39, petites embarcacions de fusta contraxapada que transporten fins a sis soldats d'infanteria i propulsades per 30 motors fora borda) més un assortiment de grans basses inflables (que porten 25 soldats cadascuna). Algunes basses eren accionades per motors fora borda i d'altres s'havien de remar.
Els italians van reunir una col·lecció d'altres embarcacions navals per transportar les forces amfíbies. Aquests incloïen dos antics transbordadors ferroviaris de l'estret de Messina (convertits per transportar de quatre a vuit tancs cadascun); deu vaixells de passatgers (800-1.400 homes cadascun), sis antics transbordadors de passatgers (400 homes cadascun), sis vaixells de càrrega (3.000 tones llargues (3.000 t) de subministraments cadascun), 30 antics vaixells d'arrossegament (300 homes cadascun); cinc posamines convertits (500 homes cadascun) i 74 vaixells a motor variats (30-75 homes cadascun). Els italians també van demanar l'ús de 200 Sturmboote alemanys addicionals per traslladar ràpidament els homes del vaixell a la costa. La flotilla italiana de desembarcament i els vaixells de suport van formar la Força Naval Especial (Forza Navale Speciale Almirall Vittorio Tur).
L'equip d'aterratge especialitzat per a Herkules incloïa el Seeschlange (serp marina), un pont flotant de vaixell a costa desenvolupat originalment per l'exèrcit alemany per a l'operació Lleó Marí. Es va formar a partir d'una sèrie de mòduls units que es podien remolcar al seu lloc i actuar com a moll temporal. Els vaixells amarrats podien descarregar la seva càrrega directament a la "carretera" o baixar-la al Seeschlange mitjançant les seves grues. El Seeschlange havia estat provat per la Unitat d'Ensenyament de l'Exèrcit a Le Havre a la tardor de 1941 i era fàcilment transportable per ferrocarril.

### Escorta naval
La Regia Marina va haver de protegir els combois d'invasió dels atacs de la flota britànica de la Mediterrània i proporcionar suport de trets durant els desembarcaments. La força assignada per aconseguir-ho incloïa quatre cuirassats (Littorio, Vittorio Veneto, Duilio, quatre creuers pesats, vuit creuers lleugers i 21 destructors. Aquests vaixells es reunirien i sortirien dels ports de Messina, Reggio Calàbria, Augusta i Càller. Els dos cuirassats de la classe Andrea Doria més antics portarien aproximadament 200 rondes cadascun per al bombardeig a la costa. Els submarins italians i alemanys havien de buscar i interceptar les forces navals britàniques que intentaven interferir amb els desembarcaments marítims. Un submarí s'havia d'estacionar a mig camí entre Sicília i Malta, per actuar com a far guia per als avions de transport en el seu camí cap a i des de les zones de llançament.
Els italians estaven segurs que podrien derrotar qualsevol incursió diürna de la flota mediterrània, sobretot tenint en compte la capacitat de la Luftwaffe de dominar el cel diürn, però hi havia preocupacions que la flota italiana s'enfrontés a greus dificultats si els britànics atacaven de nit. A falta de radar a bord de vaixells i havent descuidat l'entrenament i l'equipament de lluita nocturna, la Regia Marina havia estat derrotada a la batalla del cap Matapan el març de 1941. Una trobada similar davant de Malta podria causar estralls als combois d'invasió de l'Eix, que es mouen lentament, deixant el les forces aerotransportades van tallar i posar en perill les possibilitats de l'Eix de capturar l'illa.

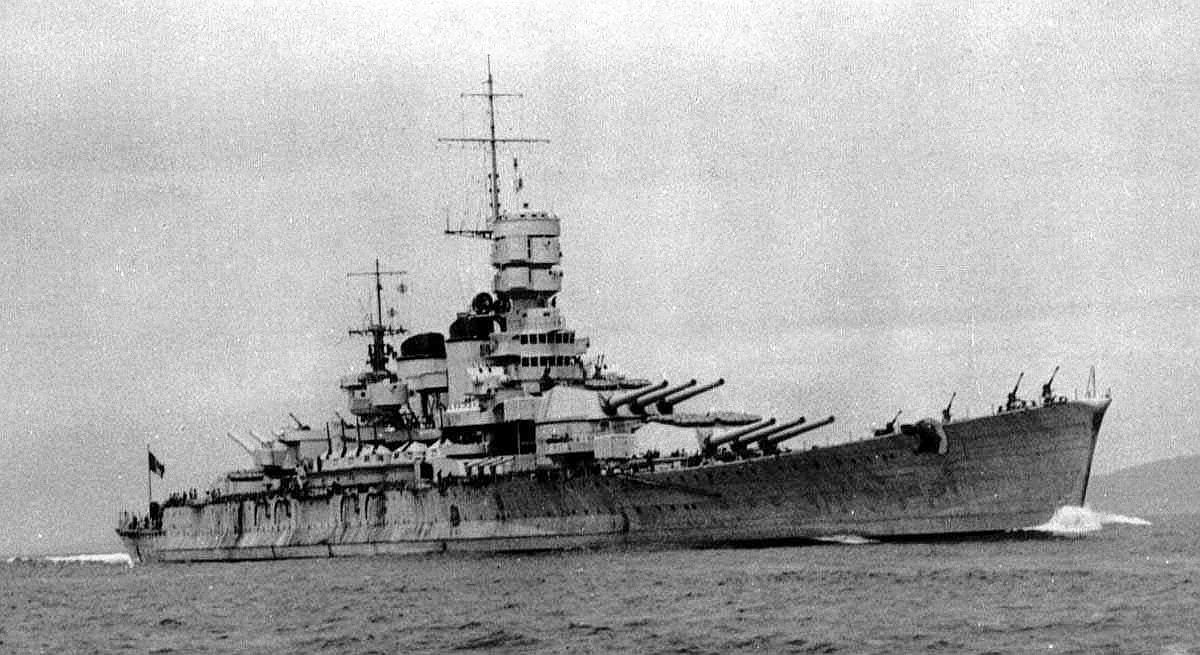
Cuirassat italià Roma (Regia Marina, 1940)

La Regia Marina havia fet alguns esforços per rectificar aquesta situació equipant el cuirassat Littorio amb un aparell de radar experimental EC-3/bis Gufo (Owl) l'agost de 1941, però la unitat es va considerar poc fiable (el Littorio no va rebre fins al setembre de 1942 una versió estàndard de producció Gufo amb un millor rendiment, aquest conjunt podria detectar vaixells de superfície a una distància de 17 milles nàutiques (20 milles; 31 km) i avions; fins a un rang de 45 nmi (83 km; 52 milles)). El setembre de 1941, mentre s'esperava la producció d'unitats de radar de fabricació italiana en quantitat, la Regia Marina va demanar a la Kriegsmarine una unitat FuMO 24/40 G DeTe per al nou destructor, Legionario (en construcció). Les unitats DeTe podrien detectar vaixells de superfície fins a 14 nmi (16 milles; 26 km) de distància. El març de 1942, el conjunt s'havia lliurat i instal·lat i un petit grup de qualificacions italianes havia estat entrenat a Alemanya sobre el seu ús. Les proves operatives van començar aquella primavera i al maig, el comandant de la flota, el vicealmirall Angelo Iachino, havia presentat un informe que elogiava el seu rendiment.

## Les defenses malteses

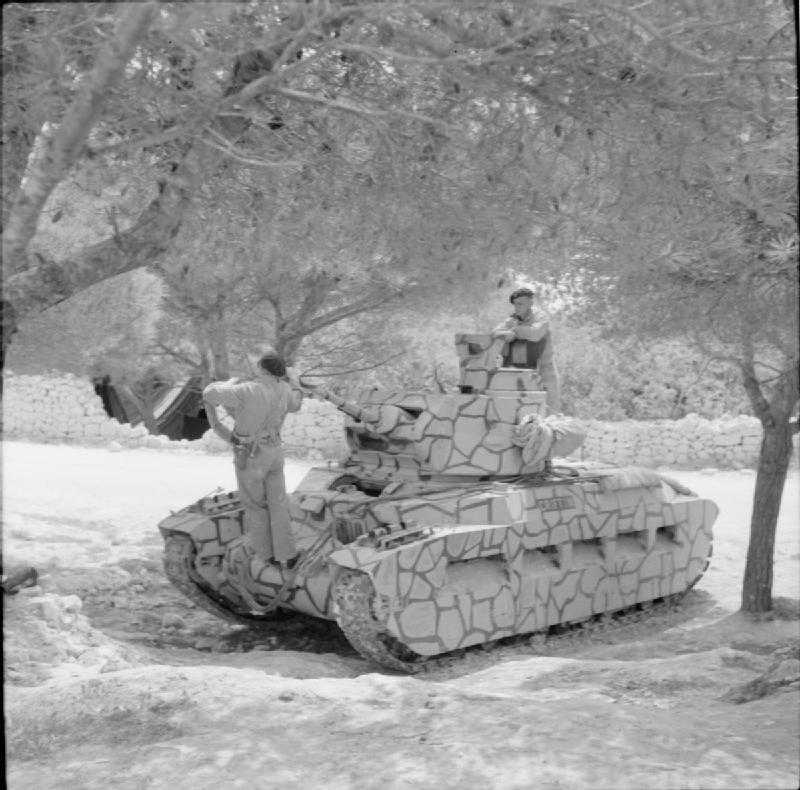
Un tanc d'infanteria britànic Matilda II a Malta el maig de 1942.

El 1942 la guarnició de Malta estava formada per 15 batallons d'infanteria (11 de la Commonwealth, 4 de Malta) organitzats en quatre brigades per un total de 26.000 homes. El suport dels tancs va ser proporcionat per la 1a Tropa Independent del Regiment de Tancs Reials, desembarcada el novembre de 1940, que inicialment estava equipada amb quatre tancs d'infanteria Matilda II, armats amb canons de 2 lliures (40 mm) i dos tancs lleugers Vickers Mk.VIC., armat amb dues metralladores (part dels destacaments del 7è Regiment de Tancs Reials i del 3r d'Hússars del Rei). Aquests van ser reforçats el gener de 1942 per quatre tancs Cruiser Mk I i tres Cruiser Mk IV i un tanc lleuger Vickers Mk.VIC, amb els creuers armats amb canons de 2 lliures (40 mm) (part d'un destacament del 6è Regiment de Tancs Reials).
El suport d'artilleria provenia del 12è Regiment de Camp, Artilleria Reial amb vint-i-quatre canons de camp de 25 lliures [3,45 polzades (88 mm)], capaços de proporcionar suport de foc a un rang de 6,8 milles (11 km) i cobrint la major part del illa mentre roman en posicions estàtiques protegides. Les defenses fixes de Malta incloïen dinou canons costaners pesats (que variaven en grandària de 12 polzades a 16 polzades, tot i que aquestes armes de l'època victoriana estaven totes fora de servei), 130 canons costaners més petits (de 6 lliures a 9,2 polzades) i 112 de pes. i 144 canons antiaeri lleugers.
Els canons costaners més petits comprenien[Dades d'aquesta secció extretes de Hogg (2002)]:
- 10 × BL 6 polzades (150 mm) Mk XXIV, al muntatge, 6 polzades (150 mm) Mk 5 o 6
- 7 × canó Mk X BL 9,2 polzades (230 mm)
- Canó QF de 4,5 polzades (110 mm) Mk II, al muntatge Mk I
- 18 ×  canons QF de 6 lliures (9 × 2)
- ~30 × canó Ordnance QF de 18 lliures

## Conseqüències
Es va fixar una data a prop de mitjans de juliol de 1942 per a la invasió, en part per donar temps per portar tropes d'altres posicions de primera línia. El generalfeldmarschall Erwin Rommel va donar suport al pla de Malta i va demanar a Hitler el comandament de les forces d'invasió. Les seves raons per donar suport a una invasió van ser per dificultar les tropes aliades que lluitaven a l'Àfrica, així com per eliminar l'amenaça als combois que es dirigien a les forces italo-alemanes amb subministraments, petroli i homes, dels quals mancaven. Va prioritzar l'atac fins a tal punt que estava disposat a moure unitats del seu front per a l'atac. El cap de la Luftwaffe, Hermann Göring, es va oposar a la invasió, tement que es convertís en un altre desastre per als seus paracaigudistes, com havia passat en l'assalt aerotransportat a Creta. El generalfeldmarschall Albert Kesselring va promoure incansablement Unternehmen Herkules , però fins i tot ell es va dissuadir quan es va fer evident que s'havien desviat massa unitats aèries i terrestres per donar suport a la unitat de l'Eix cap a Egipte, disminuint qualsevol possibilitat d'èxit. Amb Hitler sense fe en les divisions de paracaigudistes després de Creta i en la capacitat de la marina italiana per protegir la flota d'invasió dels atacs navals britànics, el pla va ser cancel·lat.